# Abkühlungsparameter
Der Abkühlungsparameter {\displaystyle \lambda } ist ein Begriff der Metallurgie.
Er bezeichnet die Zeit, die für die Abkühlung eines Stahls von 800 auf 500 °C nötig ist, in der Einheit Hektosekunden.
Die Angabe {\displaystyle \lambda }=36 bedeutet also, dass die Abkühlung von 800 auf 500 °C etwa 36 hs= 3600 s= 1 h gedauert hat.
Der Abkühlparameter wird vor allem bei der Wärmebehandlung von Werkzeugstählen verwendet.